# Papilio canadensis

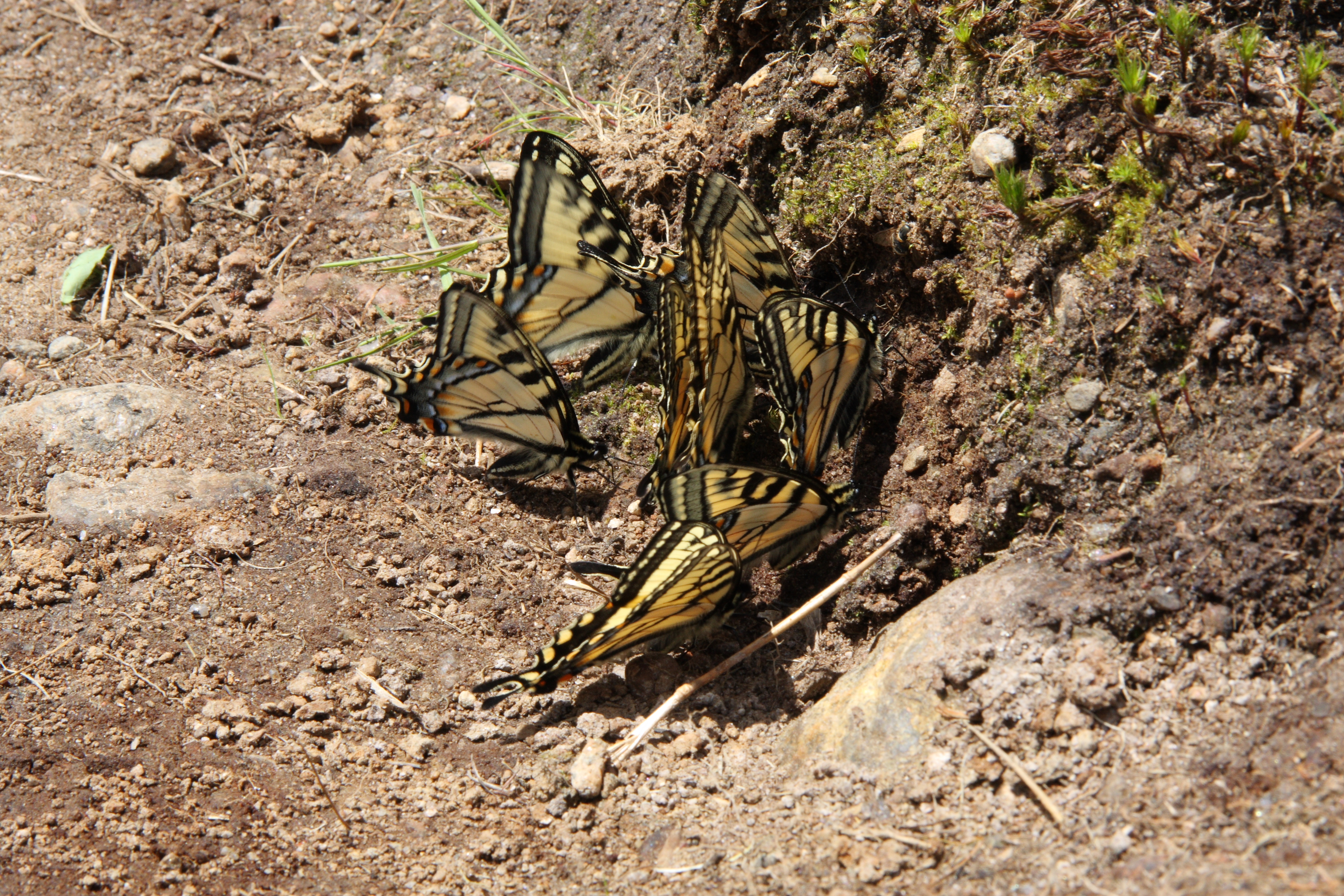
Papilio canadensis-Falter an Feuchtstelle

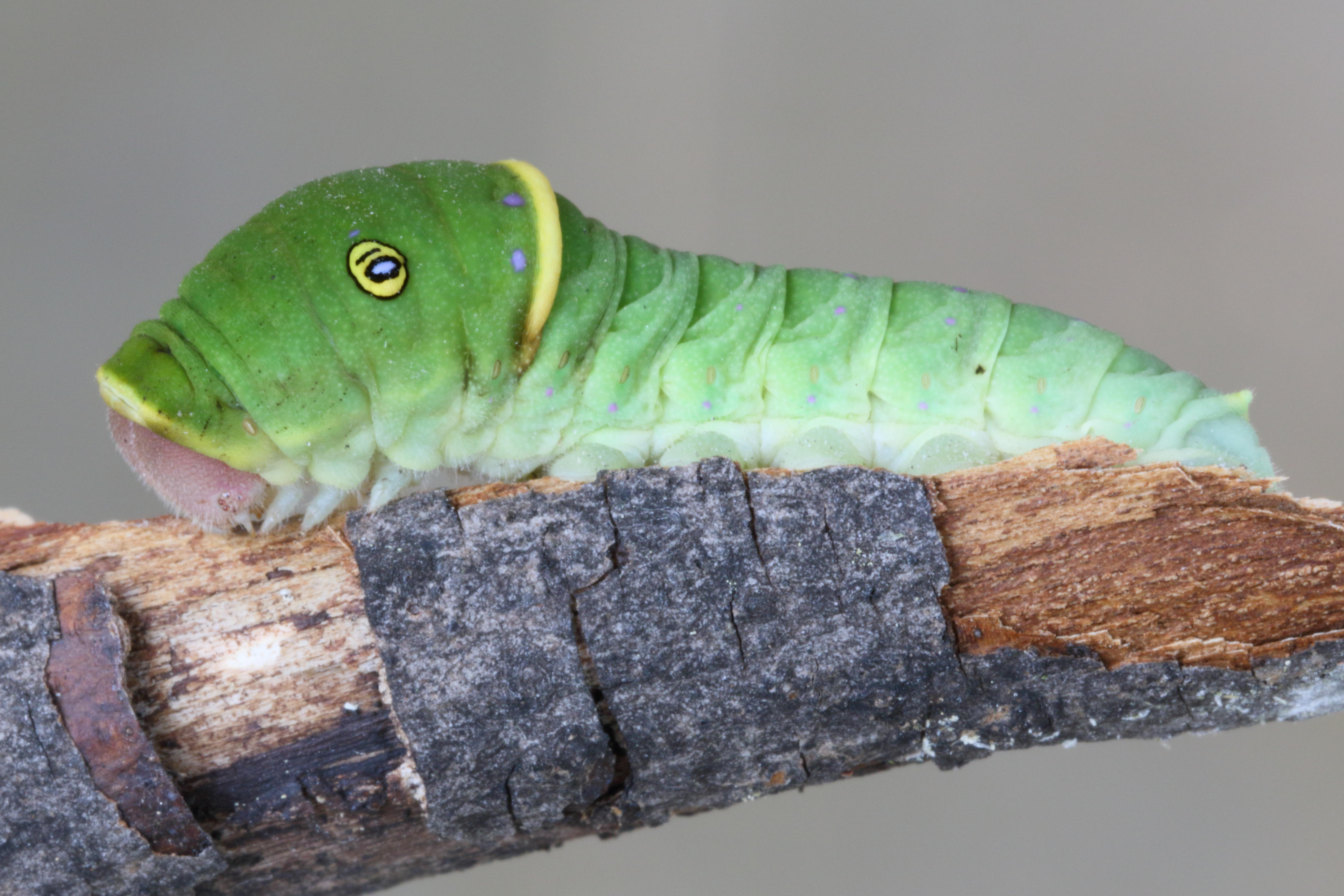
Raupe des Papilio canadensis

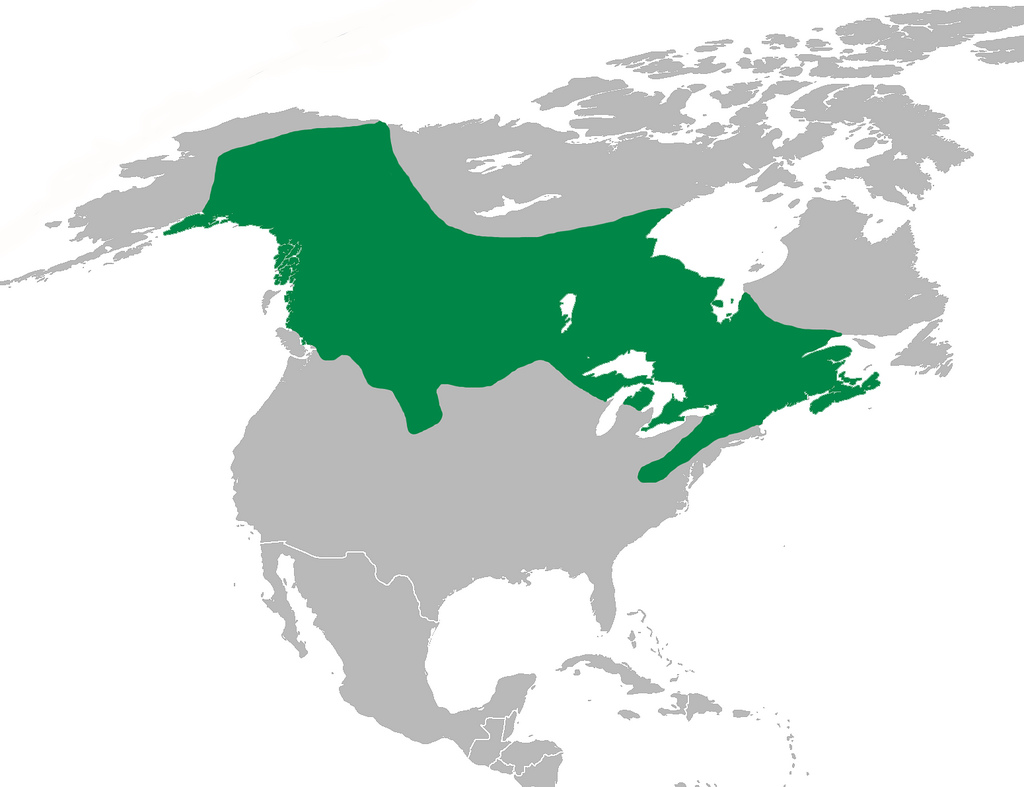
Verbreitungsgebiet von Papilio canadensis

Papilio canadensis, in Anlehnung zur englischen Bezeichnung „Canadian Tiger Swallowtail“ auch als Kanadischer Tigerschwalbenschwanz bezeichnet, ist ein Schmetterling aus der Familie der Ritterfalter (Papilionidae).

## Beschreibung

### Falter
Die Falter erreichen eine Flügelspannweite von 53 bis 90 Millimetern. Ihre Grundfarbe ist gelb. Auf den Vorderflügeln befinden sich vier breite schwarze Streifen. Vom tief schwarzen Saumbereich hebt sich eine Reihe gelber Punkte ab. Auf den Hinterflügeln sind ein langer schmaler schwarzer Streifen sowie eine ebenfalls schwarze Diskoidalader zu erkennen. Aus dem dunklen Saumbereich heben sich vier große gelbe Flecke ab. Am Apex befindet sich zuweilen ein rötlicher Fleck. Der Saumbereich ist meist durch blaue Flecke sowie am Thomus durch einen roten Fleck und lange Schwänzchen charakterisiert. 
Sehr selten treten nahezu einfarbig schwarze Falter auf. Dabei handelt es sich ausschließlich um Weibchen.

### Raupe
Erwachsene Raupen sind grün gefärbt, am vorderen Teil verdickt und zeigen eine gelbe Wulst, eine helle Punktreihe sowie zwei große, dunkle, gelb umrandete und bläulich gekernte Augenflecke. Jüngere Raupen ähneln in ihrem weißbraunen Erscheinungsbild Vogelkot, wodurch sie vor Fressfeinden getarnt sind.

### Ähnliche Arten
Papilio canadensis wurde erst im Jahre 1991 von Hagen et al. aufgrund physiologischer und genetischer Unterschiede als eigenständige Art erkannt und von Papilio glaucus (Östlicher Tigerschwalbenschwanz) abgespalten. Tiere aus dem Norden und dem Westen Nordamerikas sind sicher als P. canadensis anzusprechen, solche aus dem Südosten als P. glaucus. Im nordöstlichen Überlappungsgebiet kommen beide Arten vor. Dort gibt es auch Hybridformen. Äußere Unterscheidungsmerkmale sind dabei kaum auszumachen. In diesen Fällen sollten Spezialisten zur Bestimmung zu Rate gezogen werden.

## Verbreitung und Lebensraum
Papilio canadensis kommt östlich von Alaska in einem breiten Gürtel durch ganz Kanada bis zur Ostküste vor, fehlt jedoch auf Labrador. In den USA werden einige nördliche Bundesstaaten besiedelt. Hauptlebensraum sind Laubwälder sowie Lichtungen und Waldränder.

## Lebensweise
Die Art bildet eine Generation im Jahr, deren Falter von Mai bis Juli fliegen. Diese besuchen gerne Blüten zur Nektaraufnahme. Sie sind zur Aufnahme von Flüssigkeit und Mineralien zuweilen in Anzahl an feuchten Stellen zu finden. Die Raupen ernähren sich von den Blättern einer Vielzahl verschiedener Pflanzen, insbesondere von Birken (Betula), Äpfeln (Malus) und Pappeln (Populus). Sie verstecken sich gerne in mit Seidenfäden versponnenen Blättern. Die Puppen überwintern.

## Belege